# Louis Benedictus
Louis Benedictus (né Ludwig le 13 décembre 1850 à Vienne, mort le 20 octobre 1921 à Dinard) est un pianiste et compositeur français.

## Biographie
Fils de parents juifs hollandais, frère de Édouard Bénédictus, il étudie avec Franz Liszt en Autriche puis avec Henry Litolff et Alexis Chauvet en France. Il organise six sessions Wagner en 1882 à la salle Nadar de Paris. En 1889 et 1900, il contribue à l'édition de Musiques bizarres lors des expositions universelles de 1890 et de 1900. Parmi ses œuvres :
- Sombre Hellespont, paroles de Judith Gautier (Paris 1845-1917)
- Vilanelle, avec Judith Gautier
- Épiphanie, Paroles de Leconte de Lisle
- La Marchande de sourires, drame (pièce japonaise en 5 actes et 2 parties). Théâtre Odeon, Paris 21 avril 1888, livret de Judith Gautier et Pierre Loti
- Une larme du diable. Mystère. Salle Barbaganzes, Paris jun1910, livret d'après Théophile Gautier (le père de Judith)
- Musiques bizarres, Composées pour les Expositions universelles de Paris 1890 and 1900, publiées en 2 volumes par Hartmann, Ollendorff, éditeurs. 1889 et 1900
- Sonate du Clair de Lune, opéra (avec Beethoven comme héros), livret Judith Gautier, pour l'Opéra-Comique en 1903.